# Diany
Diany Aparecida Martins Xavier (Rio de Janeiro, 22 de dezembro de 1989) é uma futebolista brasileira que atua como  volante. Atualmente, joga pelo Palmeiras.

## Carreira
Diany começou sua carreira jogando futebol de salão, no Mackenzie, clube do Rio de Janeiro. Por ele, se sagrou campeã carioca e brasileira da modalidade, ambos os títulos ganhos em 2010. Só então a jogadora passou para o futebol de campo, começando na equipe feminina do Volta Redonda, no mesmo ano das conquistas pelo Mackenzie.
A fase adulta da carreira de Diany começou em 2011, quando ela chegou à equipe feminina do Vasco da Gama. Diany fez parte das campanhas do tricampeonato carioca de futebol feminino conquistado pelo Vasco/Marinha, em 2011, 2012 e 2013, mesmo sem jogar nenhuma partida nesses torneios. A jogadora ainda participou de um jogo do Vasco pelo Campeonato Carioca de 2014, mas no segundo semestre daquele ano, se transferiu para o Botafogo. Atuando pela equipe de General Severiano no Campeonato Brasileiro, já apareceu mais em campo, atuando em dez partidas (metade como titular) e marcando um gol. De quebra, simultaneamente, conseguiu seu quarto título estadual seguido, com a conquista do Campeonato Carioca daquele ano pelo Botafogo.
Em 2015, Diany se transferiu para o Flamengo, que também reativou por meio de parceria com a Marinha do Brasil seu departamento de futebol feminino, naquele ano. Como no Vasco, a jogadora obteve mais um tricampeonato carioca, desta vez pelo clube rubro-negro, em 2015, 2016 e 2017 - o que a tornou, individualmente, heptacampeã carioca no futebol de mulheres. De quebra, Diany foi titular absoluta na campanha que levou o Flamengo/Marinha ao seu primeiro título brasileiro de futebol feminino, em 2016: das 14 partidas do clube, a volante atuou em 12. Jogando o Campeonato Brasileiro de 2017 pelo Flamengo, ainda, a volante marcou dois gols, nos 15 jogos em que participou, dentro da campanha flamenguista.
Diany chegou ao Corinthians em junho de 2018. Mesmo no banco de reservas, entrou em sete partidas durante a campanha do título brasileiro conquistado pelo clube naquele ano - inclusive, fez gol no jogo de volta da semifinal do torneio, quando o Corinthians fez 4 a 2 no Flamengo, revertendo desvantagem de 2 a 0 sofrido no jogo de ida. Pelo Campeonato Paulista daquele ano, no qual o Corinthians foi vice-campeã, Diany esteve em cinco jogos.
Em janeiro de 2024, chegou ao Palmeiras. No mesmo ano, foi campeã paulista com o clube, contra o Corinthians.

### Seleções
Quando Diany chegou ao Vasco, o clube mantinha seu departamento de futebol feminino graças a uma parceria com a Marinha do Brasil. Então, a jogadora também passou a integrar a Seleção Brasileira Militar: a equipe do Vasco também era a equipe brasileira, o que fez com que Diany fosse uma das convocadas para o torneio de futebol feminino nos Jogos Mundiais Militares de 2011. Em 2015, Diany conquistou um título com a Seleção Brasileira Militar: jogando pelo Flamengo (outro clube que tinha parceria com a Marinha para manter a equipe de futebol feminino), a volante integrou o time campeão no torneio de futebol feminino dos Jogos Mundiais Militares, realizados na Coreia do Sul. Finalmente, em 2016, a jogadora fez parte da campanha do Brasil no vice-campeonato mundial militar de futebol.
Como iniciara a faculdade de Engenharia de Produção em 2014, Diany também passou a ser convocada para a Seleção Brasileira Universitária de futebol feminino, a partir de 2015. E se destacou em 2017: na Universíada daquele ano, foi dela o gol da vitória por 2 a 1 sobre o Japão, na final, levando o time universitário do Brasil a ganhar a medalha de ouro no torneio de futebol feminino.
Pela Seleção Brasileira adulta, Diany foi convocada algumas vezes, sem nunca entrar em campo durante jogos oficiais.

## Títulos
Seleção Brasileira Militar
- Jogos Mundiais Militares (torneio de futebol feminino): 2015

Seleção Brasileira Universitária
- Universíada (torneio de futebol feminino): 2017

Vasco da Gama
- Campeonato Carioca: 2012 e 2013

Botafogo
- Campeonato Carioca: 2014

Flamengo
- Campeonato Brasileiro: 2016
- Campeonato Carioca: 2015, 2016 e 2017

Corinthians
- Campeonato Brasileiro:  2018, 2020, 2021, 2022, 2023
- Copa Libertadores da América: 2019, 2021
- Campeonato Paulista: 2019, 2020, 2021, 2023
- Supercopa do Brasil: 2022, 2023
- Copa Paulista: 2022

Palmeiras
- Campeonato Paulista: 2024

Mackenzie
- Campeonato Carioca (futsal): 2010
- Campeonato Brasileiro (futsal): 2010